# Cambiasca
Cambiasca – miejscowość i gmina we Włoszech, w regionie Piemont, w prowincji Cusio Ossola.
Według danych na rok 2004 gminę zamieszkiwało 1541 osób, 513,7 os./km².